# Claes Johan Wrangel
Claes Johan Wrangel (af Fall), född omkring 1655, död 1712 (begraven i Pargas), var en svensk militär.
Claes Johan Wrange var son till kapten Johan Wrangel. Han blev löjtnant 1675, ryttmästare vid Åbo läns kavalleriregemente 1677, svensk adelsman 1686 och major 1690. Wrangel blev överstelöjtnant vid Åbo läns fördubblingsinfanteriregemente 1700 och var 1701–1703 överste och chef för Åbo läns fördubblingskavalleriregemente.